# 부라노

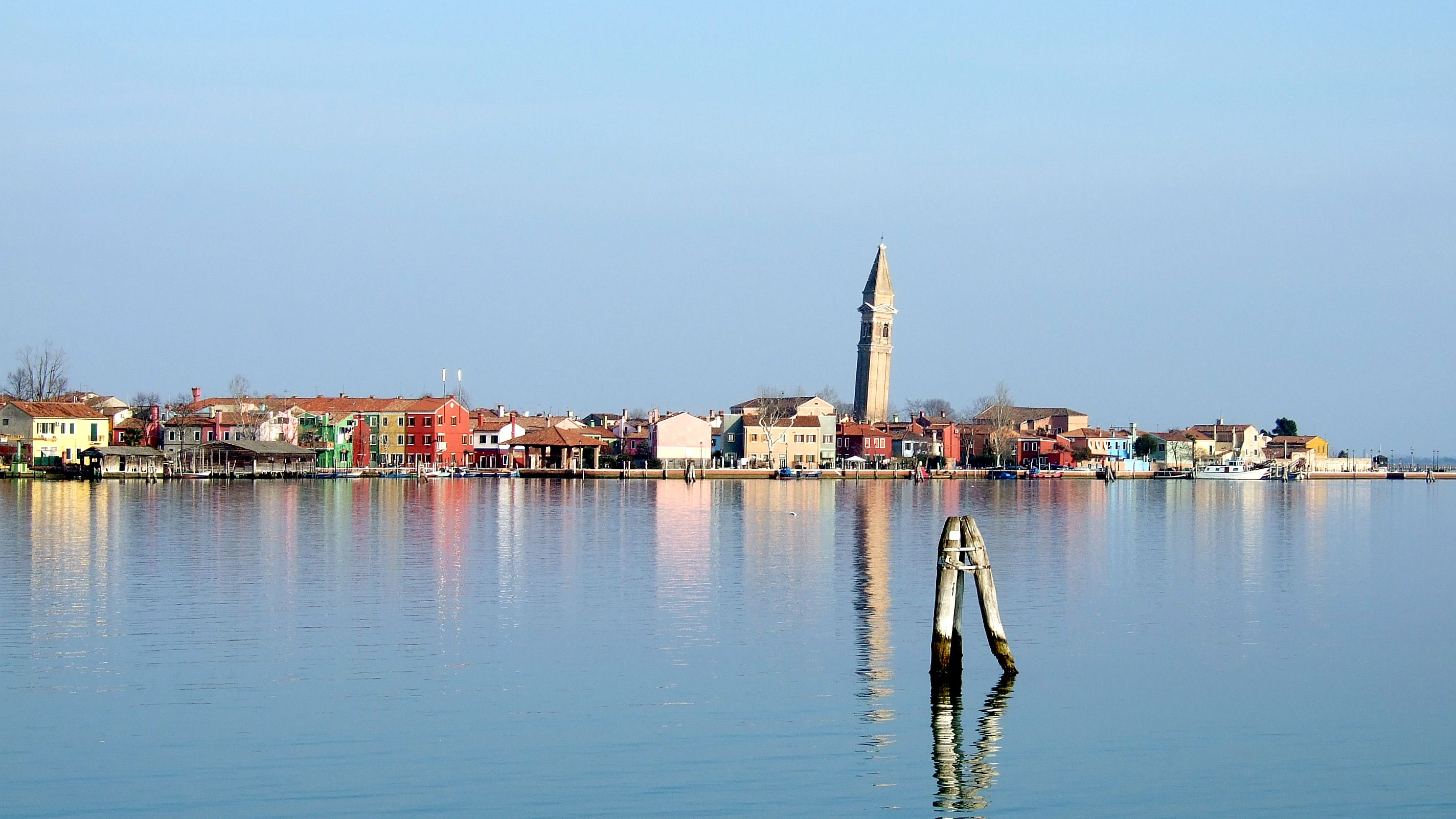
마초르보에서 본 부라노의 모습

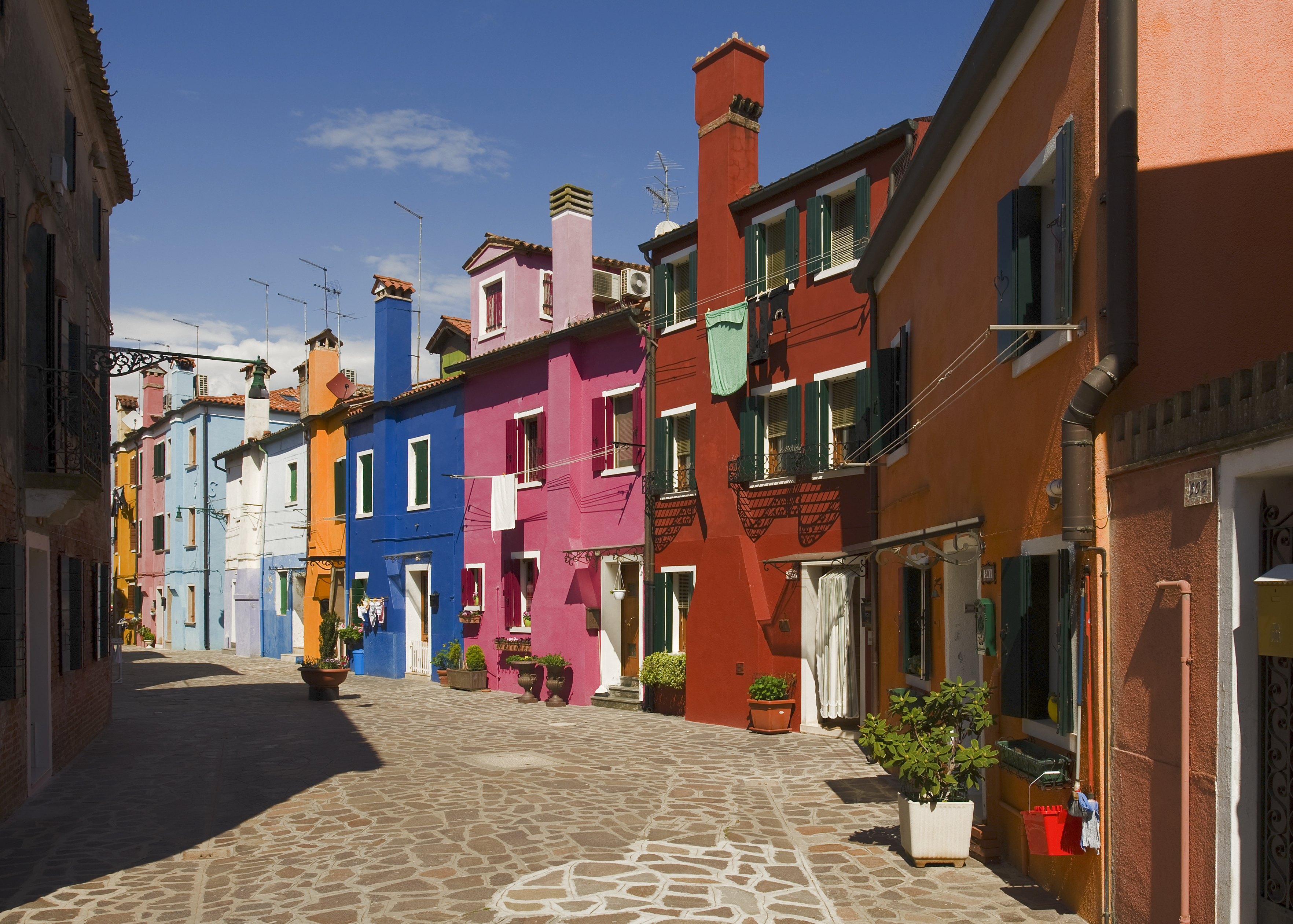
부라노의 집들

부라노(Burano)는 이탈리아 북동부 베네치아 석호에 있는 섬이다. 베네치아에서 모터 보트를 타고 약 40분 정도 소요된다. 
4개의 작은 섬으로 구성된 군도로, 각각의 섬은 다리로 왕래가 가능하다. 레이스의 생산과 알록달록 색이 칠해진 집이 특징이다.
밝은 빛깔로 집의 외벽을 칠하는 부라노 사람들의 풍습은 이 지역 고기잡이 배들이 알록 달록한 색채 배합으로 배를 칠하던 것에서 유래했다고 한다.
부라노에서는 눈을 돌리는 곳마다 파랑, 분홍, 보라, 노란색 등등 화사하고 밝은 색 옷을 입은 아기자기한 집들을 볼 수 있다. 